# Österreichischer Rundfunk
Der Österreichische Rundfunk (ORF) ist der öffentlich-rechtliche Rundfunk Österreichs mit Hauptsitz in Wien. Daneben betreibt er in jedem der neun Bundesländer ein Landesstudio sowie seit 1975 ein weiteres Studio in Bozen (Südtirol).
Als größter Medienanbieter des Landes produziert der Österreichische Rundfunk vier Fernseh- sowie drei bundesweite und neun regionale Radioprogramme. Außerdem ist er der größte Genossenschafter der Austria Presse Agentur (APA) und an den Österreichischen Lotterien beteiligt. Das Unternehmen ist als Stiftung des öffentlichen Rechts organisiert
.

## Geschichte und rechtliche Grundlagen
Die Geschichte des ORF geht auf die Radio-Verkehrs-AG zurück, die am 30. September 1924 gegründet wurde. 1938 wurde sie liquidiert und ihr Vermögen der deutschen Reichs-Rundfunk-Gesellschaft (ab 1939 Großdeutscher Rundfunk) als Reichssender Wien unterstellt.
Nach Kriegsende 1945 wurden in jeder Besatzungszone eigene Programme gesendet. Die Bezeichnung „Österreichischer Rundfunk“ wurde ab Mai 1953 verwendet, als die Öffentliche Verwaltung für das österreichische Rundspruchwesen vom sowjetischen in den britischen Sektor Wiens übersiedelte.
Am 11. Dezember 1957 wurde die Österreichische Rundfunk Ges. m. b. H. in Anwesenheit von Bundeskanzler Julius Raab, Vizekanzler Bruno Pittermann und Unterrichtsminister Heinrich Drimmel gegründet; sie ist seit 1. Jänner 1958 zur Ausstrahlung des Radio- und Fernsehprogramms berechtigt.
Gesellschafter sind der Bund mit 97,3 Prozent und die Länder mit 2,7 Prozent. Die Generalversammlung bestellt den Sektionsrat im Bundeskanzleramt, Karl Cejka, zum Generaldirektor, den derzeitigen Öffentlichen Verwalter Füchsl zum Technischen Direktor und den bisherigen Öffentlichen Verwalter Alfons Übelhör zum Rundfunk-Programmdirektor und den bisherigen Programmleiter des Fernsehens, Gerhard Freund, zum Fernsehdirektor.
Grundlage für die Gründung des ORF in seiner heutigen Form war das erste österreichische Volksbegehren im Jahr 1964, das auf eine Reform des Rundfunkwesens abzielte. Demzufolge wurde 1966 ein „Rundfunkgesetz“ beschlossen, das am 1. Jänner 1967 in Kraft trat. Mit dem Rundfunkgesetz 1974 wurde der ORF in eine Anstalt des öffentlichen Rechts überführt. Die letzte große Reform erfolgte im Jahr 2001 durch die ORF-Gesetz-Novelle, mit der der ORF in eine Stiftung öffentlichen Rechts umgewandelt wurde. Seit 2024 wird ein jährlicher Transparenzbericht erstellt und veröffentlicht.
Das ORF-Gesetz sieht im Rahmen des Versorgungsauftrages unter anderem einen Bildungsauftrag vor. Als öffentlich-rechtlicher Sender finanziert sich der ORF zum Teil über den sogenannte ORF-Beitrag („Haushaltsabgabe“), welcher seit dem 1. Jänner 2024 die frühere GIS-Gebühr ersetzt. Er fällt für jeden Hauptwohnsitz an und beträgt monatlich 15,30 Euro. In den Bundesländern Burgenland, Steiermark, Kärnten und Tirol kommt hierzu noch die sogenannte Landesabgabe, welche in jedem der Länder unterschiedlich hoch beträgt. Eingehoben wird dieser Beitrag vom ORF-Tochterunternehmen ORF-Beitrags Service GmbH.
Weiters sieht das Bundesgesetz über den Österreichischen Rundfunk in § 3 Abs. 1 vor, dass möglichst alle Menschen in Österreich mit drei Radio- und zwei Fernsehprogrammen versorgt werden sollten, dass also ein möglichst flächendeckender Empfang zu gewährleisten ist.
Leitung und Kontrolle des ORF obliegen dem Stiftungsrat, der auch den Generaldirektor wählt. Der Publikumsrat wahrt die Interessen der Hörer und Seher.
1989 wurde mit dem Österreichischen Filminstitut das Film-/Fernseh-Abkommen zur Förderung von Spielfilmen beschlossen.
Anfang der 1990er Jahre zeichnete sich eine Verurteilung Österreichs durch den Europäischen Menschenrechtsgerichtshof ab, und 1993 wurde schließlich das Radiomonopol des ORF durch das „Regionalradiogesetz“ aufgehoben, welches das staatliche Rundfunkmonopol beendete und „binnenpluralistisches“ regionales Privatradio ermöglichte. Nach legistisch-juristischen Startschwierigkeiten im Privatfunksektor müssen sich die Rundfunkprogramme des ORF seit 1998 österreichweit gegen die kommerzielle Konkurrenz behaupten. Der ORF ist aber weiterhin in mehrfacher Hinsicht gegenüber der privaten Konkurrenz begünstigt, insbesondere was die Frequenzzuteilung betrifft. Das Fernsehmonopol fiel offiziell erst mit dem Kabel- und Satellitenrundfunkgesetz 1997.

ORF-„Auge“

Altes ORF-Schriftlogo

Ehemaliges Logo von ORF 1 1992 bis 2000

Ehemaliges Logo von ORF 2 1992 bis 2000

Ehemaliges Logo von ORF 1 2000 bis 17. August 2005

Ehemaliges Logo von ORF 2 2000 bis 17. August 2005

Ehemaliges Logo von ORF 17. August 2005 bis 8. Jänner 2011

Ehemaliges Logo von ORF 17. August 2005 bis 9. Jänner 2012

Ehemaliges Logo von ORF eins (heute ORF 1) 8. Jänner 2011 bis 26. April 2019

Aktuelles Logo von ORF 1 seit 26. April 2019

Aktuelles Logo von ORF 2 seit 9. Jänner 2012

Auch hat die im ORF-Fernsehen ausgestrahlte Werbung für Ö3 des Öfteren für Kritik gesorgt, da den privaten Radiosendern derartige Werbemaßnahmen aus Kostengründen weitgehend verwehrt sind. Seit Inkrafttreten des neuen ORF-Gesetzes am 1. Jänner 2002 ist dem ORF das Bewerben seiner Radioprogramme im Fernsehen und umgekehrt – die sogenannte Cross-Promotion – nicht mehr erlaubt. Zulässig sind lediglich neutral gehaltene Hinweise auf Sendungen.
Im September 2008 entschied der österreichische Verwaltungsgerichtshof, dass das ORF-Gesetz im Bereich der Gebührenvorschriften so zu interpretieren ist, dass das Programmentgelt nur zu entrichten sei, wenn das Signal auch tatsächlich technisch zu empfangen ist.
Am 27. Dezember 2011 wurde jedoch ein Bundesgesetz zur Änderung des ORF-Gesetzes verabschiedet, nach dem als Kriterium für die Entrichtung des Programmentgelts bereits die terrestrische Versorgung des ORF-Programms ausreicht (analog und vor allem unverschlüsseltes DVB-T). Das Gesetz trat am 1. Jänner 2012 in Kraft.
Laut Urteil des Verwaltungsgerichtshofs 2015 müssen keine Rundfunkgebühren bezahlt werden, wenn Radio oder Fernsehen via Computer konsumiert werden. Livestreaming falle nicht unter den Rundfunkbegriff und ist somit nicht gebührenpflichtig. Gebührenpflichtig ist nur der Einsatz eigener Rundfunktechnologien wie etwa Fernseh- oder Radiokarten.
Am 23. Dezember 2008 unterzeichnete die ORF-Tochter ORF Enterprise ein Abkommen mit dem Medienverlag Hoanzl, das diesem für zehn Jahre die exklusiven Verwertungsrechte des ORF-Archivs für DVDs und seine Web-Mediathek zusichert. Das Abkommen sorgte im ORF-Stiftungsrat für Aufsehen, da es ohne Ausschreibung zustande kam, der ORF eine eigene Verwertungstochtergesellschaft plane und Kritikern eine Vertragsdauer von zehn Jahren zu lang erscheine.
1997 wurden in Wien ein Radiomuseum und das Radiokulturhaus eröffnet.
Der ORF beteiligt sich immer wieder an humanitären Aktionen, die größten davon sind Licht ins Dunkel und Nachbar in Not.
Am 9. Februar 2021 hat das Blog netzpolitik.org die ihm zugespielte „Strategie ORF 2025“ veröffentlicht, in der der Österreichische Rundfunk seine Zukunftspläne beschreibt. Kernstück der weiteren Entwicklung wäre demnach die Entwicklung eines „ORF-Players“, der proprietäre Inhalte nur für Gebührenzahler des ORF-Beitrags Service bereithält. Der Fernseh- und Hörfunksender soll zu einer Plattform weiterentwickelt werden.
Das Hörfunkprogramm FM4 soll in eine „SOUND-/Podcast-Plattform“ überführt werden.

## Generalintendanten
Die Liste der politisch verankerten Generalintendanten sowie der Generaldirektoren des ORF und seiner Vorgängerorganisationen (die Bezeichnung „Generaldirektor/Generaldirektorin“ wurde mit der ORF-Reform 2001 eingeführt):
- 1924–1938: Oskar Czeija
- 1954–1957: Alfons Übelhör und Wilhelm Füchsl
- 1958–1960: Karl Cejka
- 1960–1967: Josef Scheidl
- 1967–1974: Gerd Bacher
- 1974–1978: Otto Oberhammer
- 1978–1986: Gerd Bacher
- 1986–1990: Teddy Podgorski
- 1990–1994: Gerd Bacher
- 1994–1998: Gerhard Zeiler
- 1998–2001: Gerhard Weis
- 2002–2006: Monika Lindner
- 2007–2021: Alexander Wrabetz
- seit Jänner 2022: Roland Weißmann (August 2021 designiert)[16]

## Logos und Designs
Das erste Logo, das mit dem ORF in Verbindung gebracht wurde, war das bekannte „ORF-Auge“, das ein rundes elektronisches und ein ovales menschliches Auge darstellte. Bis 2002 war das 1968 von Erich Sokol entworfene Auge bei Vorankündigungen von Filmen und bei der täglichen Zeit im Bild zu sehen. Dazu gehörte der eckige Schriftzug in Konturschrift.
Das erste Fernsehprogramm FS1 hatte einen gelben Einser als Logo, der sich immer wieder veränderte, für FS2 war es ein blauer Zweier. Beide waren nur zwischen den Sendungen zu sehen.
1992 wurde von Neville Brody ein neues Logo gestaltet. Dabei wurde der „ORF-Ziegel“ (Abkürzung ORF in Weiß auf rotem Rechteck) parallel zum Auge eingeführt. Er verdrängte das Auge bis 2000 zunehmend in den Hintergrund und wurde zum zentralen Logo. Die Senderkennungen erhielten ebenfalls ein „ORF“ vor der Ziffer, die Farben änderten sich in Schritten von Gelb/Blau zu Rot/Grün.
Unter Generaldirektorin Monika Lindner wurde das Auge 2005 mit der Entfernung des Schildes vom ORF-Zentrum vorübergehend vollkommen abgeschafft. Alexander Wrabetz (vormals Lindners Finanzdirektor) ließ das Schild nach seiner Wahl zum Generalintendanten wieder aufstellen. Seit 2011 ist das Auge komplett aus ORF 1 verschwunden.
Im Fernsehen wurde das Corporate-Design-Logo mit einer weißen „1“ auf grünem Hintergrund versehen, für ORF 2 mit goldener „2“ auf rotem Hintergrund. 2005 wurde diese Farbkombination aber wieder abgeschafft, und auf beiden Sendern wird nun ein einheitliches graues Cornerlogo verwendet.

### Maskottchen
- Das erste Maskottchen, das auch als Stofftier verkauft wurde, war Orfeo, der Küniglbär. Es gab jedoch keine Sendung, in der dieser auftrat.
- In den 1980er und 1990er Jahren vertraten die Zeichentrick-Figuren Eule und Wiesel die beiden Fernsehprogramme, vor allem in der Programmvorschau-Sendung 2 × 7.[20]
- Seit 1994 werden in den Kindersendungen Confetti TiVi und okidoki[21] verschiedene Maskottchen beziehungsweise Kunstfiguren eingeführt, die den Wiedererkennungswert und das Gesicht des ORF nach außen hin prägen.

## Sparten

### Fernsehen

#### Programme
Der ORF produziert(e) folgende Fernsehprogramme:
| Bezeichnung    | Aktuelles Logo | Sendezeitraum |
| -------------- | -------------- | ------------- |
| ORF 1          |                | seit 1955     |
| ORF 1 HD       |                | seit 2008     |
| ORF 2          |                | seit 1961     |
| ORF 2 HD       |                | seit 2009     |
| ORF 2 Europe   |                | seit 2004     |
| ORF III        |                | seit 2011     |
| ORF III HD     |                | seit 2014     |
| ORF Sport +    |                | seit 2006     |
| ORF Sport + HD |                | seit 2014     |
| ORF Sat        |                | 1997 bis 2000 |

- Zusammen mit ARD, ZDF und SRG ist der ORF an 3sat beteiligt, und seit 2002 kooperiert er mit Arte.
- Bei dem Sender ARD alpha, der vom Bayerischen Rundfunk betrieben wird, gibt es die regelmäßige Sendung Alpha Österreich.
- Das Kinderprogramm Okidoki wird auf ORF 1 ausgestrahlt und ist der Nachfolger von Confetti TiVi.
- Seit 26. Oktober 2006 sind in ganz Österreich ORF 1, ORF 2 (jeweils in der Regionalversion des eigenen und eines benachbarten Bundeslandes) über einen bundesweiten DVB-T-Multiplex (Mux A) empfangbar, der auch den Privatsender ATV beinhaltet. In einem weiteren Multiplex, der jedoch auf Ballungsräume beschränkt ist, sind ORF SPORT + (früher ORF Sport Plus), 3sat und ORF III zusammen mit zwei Privatsendern empfangbar.
- Seit April 2013 sind ORF 1 und ORF 2 auch in HD terrestrisch kostenlos über DVB-T2 zu empfangen, man braucht jedoch eine kostenlose Registrierung des Moduls (das in einem DVB-T2-Gerät stecken muss) oder der Box bei simpliTV, da das Signal (bis auf den unverschlüsselten Teletext) verschlüsselt ist. Eine Smartcard ist nicht erforderlich.
- Zusammen mit Sitour Austria war der ORF am Programm TW1 beteiligt.

#### Werbung
Haupteinnahmequellen des ORF sind Gebühren und gleichzeitig Werbeeinnahmen. Die Werbeeinnahmen betrugen 2017 232,6 Millionen Euro; die Einnahmen aus dem Programmentgelt 624,8 Millionen Euro.
Die Finanzierung aus Gebühren und Werbung ähnlich der Schweizerischen Radio- und Fernsehgesellschaft (SRG) ermöglicht es dem ORF, seinen umfangreichen öffentlich-rechtlichen Auftrag auch auf dem kleinen österreichischen Medienmarkt mit seinen rund 3,2 Millionen TV-Haushalten umzusetzen.
Auf europäischer Ebene wurde die duale Finanzierung des ORF im Rahmen des Beihilfeverfahrens gegen die Republik Österreich ebenfalls außer Streit gestellt.
In den vergangenen Jahren musste der ORF einen massiven Rückgang der Werbegelder hinnehmen, die zu einem erheblichen Teil in die Österreichfenster deutscher Privatsender flossen. Diese begannen wiederum mit der Produktion und Ausstrahlung von österreichspezifischen Formaten, beispielsweise eigenen News-Magazinen und Boulevardsendungen auf ProSieben Austria und in Sat.1 Österreich. Dies führte zur Belebung der österreichischen Werbe- und Filmindustrie, die in jahrzehntelanger Abhängigkeit vom ORF koexistierten. Der vorläufig letzte wichtige Punkt in der Entwicklung des Marktsegments Fernsehwerbung in Österreich wurde durch den Sendestart des privaten Konkurrenten ATV gesetzt.
ORF 1 und ORF 2 haben einen höheren Werbeanteil als etwa in Deutschland die öffentlich-rechtlichen Programme Das Erste und ZDF. Ursprünglich gab es ein Werbeverbot nach 20 Uhr sowie an Sonn- und Feiertagen (wie in Deutschland). Diese Werbebeschränkung wurde Ende der 1990er Jahre außer Kraft gesetzt, um den ORF wettbewerbsfähig gegenüber den neu entstehenden privaten Rundfunk- und Fernsehanbietern zu machen. Bis Ende der 1990er Jahre bekamen private Radio- und Fernsehanbieter in Österreich keine Sendelizenz. Damit war der ORF die Rundfunkanstalt, die in Europa am längsten von einer staatlich garantierten Monopolstellung profitieren konnte.
Werbung darf nur zwischen zwei Sendungen gezeigt, jedoch grundsätzlich keine Sendung mit einer Werbepause unterbrochen werden. Von dieser Regelung ausgenommen sind Sendungen, die in ihrer Dramaturgie eine Unterbrechung haben, etwa Fußballspiele und andere Sportübertragungen. Diese Regelung wird vom ORF jedoch sehr großzügig interpretiert und ausgenutzt. So ging die Anstalt in den letzten Jahren dazu über, eigenproduzierte Hauptabend-Shows wie Dancing Stars oder Starmania in mehrere Teile zu trennen und diese als eigenständige Sendungen zu bezeichnen, um dazwischen Werbung zu platzieren.
Überwacht wird die Einhaltung der Werbezeiten und -bestimmungen durch die Kommunikationsbehörde Austria (KommAustria), die dem Bundeskanzleramt unterstellt ist. Die KommAustria kann bei begründetem Verdacht einer Verletzung der Werbebestimmungen diese beim Bundeskommunikationssenat, dem die Rechtsaufsicht über den ORF obliegt, anzeigen.

#### Zuschauer und Einschaltquoten
Zuschauerzahlen und Reichweiten der ORF-Programme sinken seit Jahren. Im April 2007 versuchte ORF-Chef Alexander Wrabetz mit der nach eigenen Angaben „größten Programmreform aller Zeiten“ dem immer stärkeren Seherschwund, vor allem in der Zielgruppe der unter 49-Jährigen, entgegenzuwirken. Speziell diese Gruppe zog es in den vergangenen Jahren immer mehr zu deutschen Privatsendern, womit ein Sinken der ORF-Marktanteile verbunden war. Allerdings sanken in den unmittelbaren Wochen nach dem Start der Reform Quoten und Marktanteile deutlich unter die Werte des ersten Tages.
Im April 2007 konnte der ORF gesamt nicht einmal mehr 40 Prozent Marktanteil behaupten. Im Jahr 2017 lag die Quote für ORF 1 und ORF 2 zusammen bei nur noch zirka 30 Prozent. Per November 2018 hatte ORF 1 einen Marktanteil von lediglich noch 8,7 Prozent, was mehr als einer Halbierung in den vergangenen zehn Jahren entspricht (2008: 18 Prozent). Dabei noch nicht berücksichtigt sind die zirka 15 Prozent der früheren Zuseher, die an das Streaming verloren wurden.
Der Marktanteil von ORF 1 sank von 1995 bis 2016 von 27 Prozent auf 12 Prozent, der von ORF 2 im gleichen Zeitraum von 36 auf 21 Prozent.
Im April 2013 sank die Quote von ORF 1 erstmals unter die 10-Prozent-Marke und erreichte nur 9,9 Prozent Marktanteil. Eine interne Quotenanalyse kam 2014 zu dem Ergebnis, dass den ORF-Infosendungen wie Bundesland heute oder Zeit im Bild auch immer mehr ältere Seher abhandenkommen.
In den ersten acht Monaten 2018 lag die Zuschauerquote der österreichischen Privatsender mit 30 Prozent erstmals über der Quote des ORF (25,9 Prozent). Im Jahr 2000 lautete das Kräfteverhältnis bei den Marktanteilen in der so genannten „werberelevanten“ Zielgruppe der 12- bis 49-Jährigen noch 48,4 Prozent (ORF) zu 8,3 Prozent (Privatsender).

#### Teletext

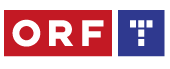
Logo des ORF-Teletextes

Seit dem 16. März 2009 hat der ORF-Teletext ein neues Design. Es können nun auch die Regionalnachrichten der Landesstudios abgerufen werden.

#### ORF-Zentrum Küniglberg

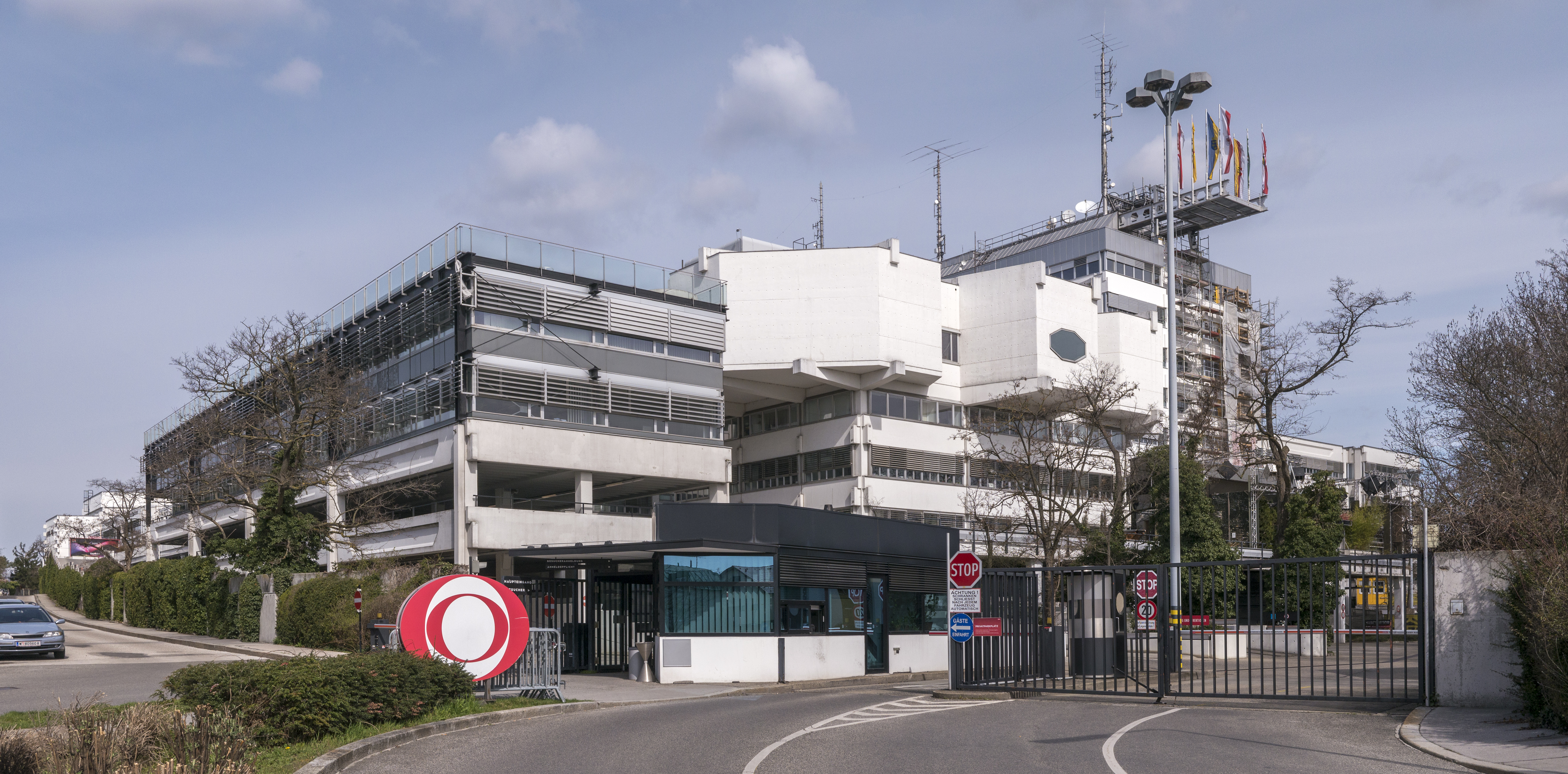
ORF-Zentrum Küniglberg in Wien
(erbaut 1968–1975 von Roland Rainer)

Das ORF-Zentrum Küniglberg im 13. Wiener Gemeindebezirk ist der 1975 in Betrieb genommene Hauptsitz des ORF und gleichzeitig der Produktionsort der meisten Fernsehsendungen. Neben mehreren kleineren Fernsehstudios befindet sich hier auch das sogenannte Fernsehtheater (Studio Z1), das bei großen Shows bis zu 500 Zuschauern Platz bietet und das größte Fernsehstudio Österreichs darstellt. Weiters befinden sich im ORF-Zentrum Einkaufsmöglichkeiten für das Personal.
Aufgrund der Baufälligkeit des Gebäudes wurde jahrelang ein Umzug, zum Beispiel ins Stadtviertel Sankt Marx, diskutiert. Anfang 2014 wurde beschlossen, das ORF-Zentrum Küniglberg zu renovieren und auszubauen, um Platz für Mitarbeiter zu schaffen, die derzeit an den Standorten Argentinierstraße und Heiligenstadt beschäftigt sind.

#### Technik und Empfang

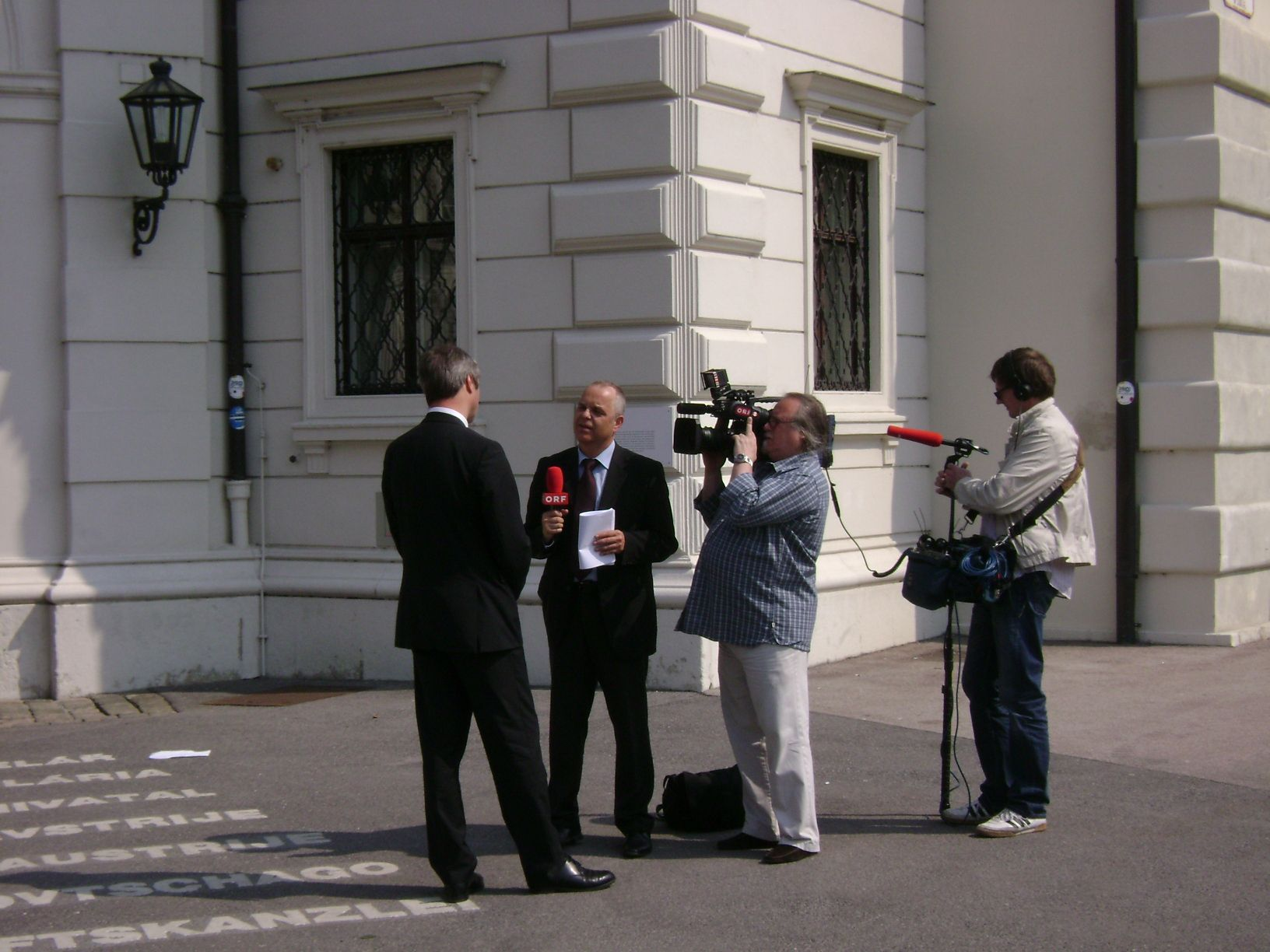
ORF-Interview vor der Hofburg in Wien

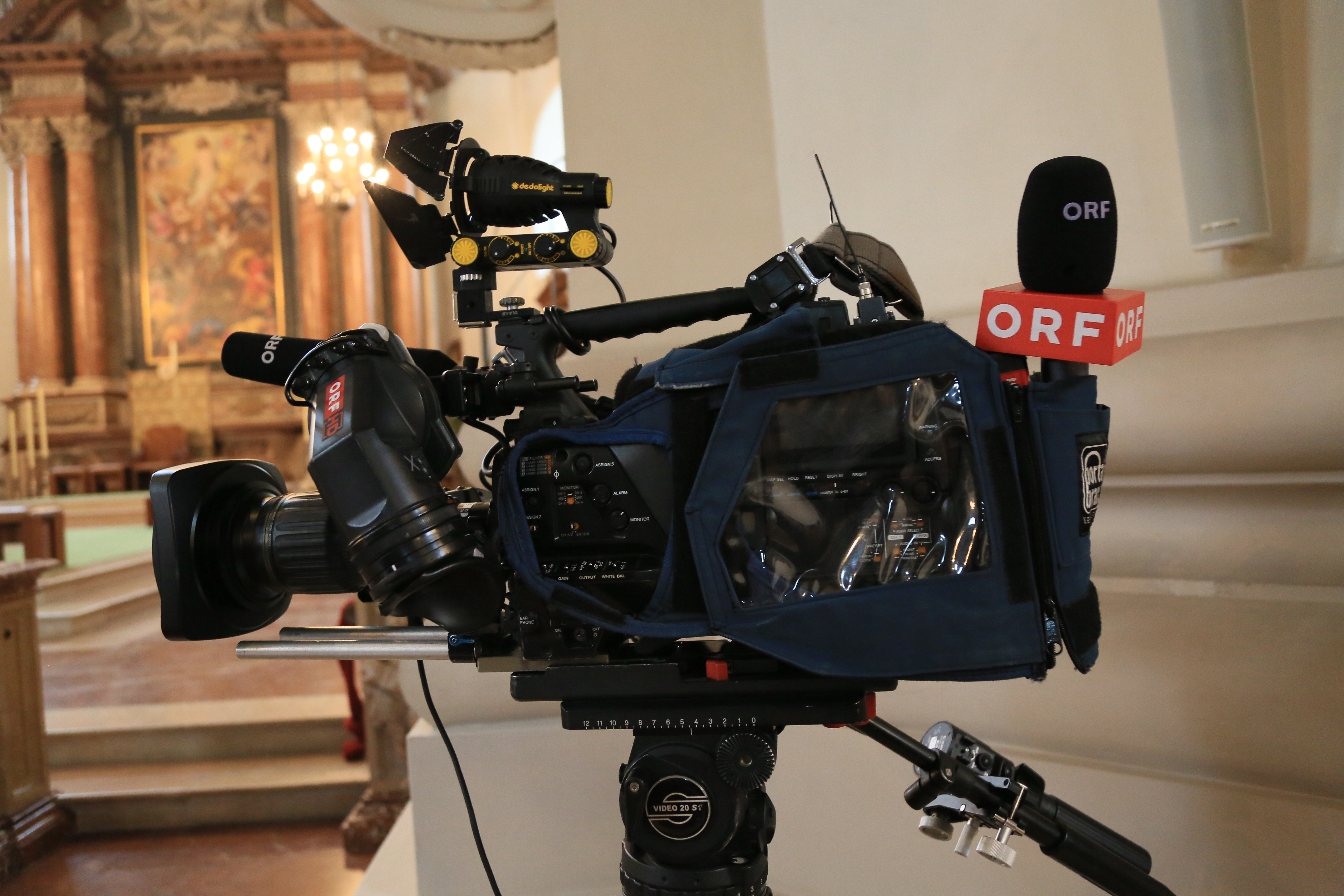
Vom ORF für Dreharbeiten verwendete Kamera mit Zubehör

Zu Beginn gab es nur ein Fernsehprogramm. Die erste Fernsehsendung wurde am 1. August 1955 ausgestrahlt, 1954 hatte es schon Versuchssendungen gegeben. Die Besatzungsmächte verhinderten aber einen regulären Betrieb durch Zukaufverbot, beispielsweise von Kameras. So wurden die ersten drei Kameras aus verschiedenen Teilen provisorisch im eigenen Haus gebaut. Von den Politikern wurde dem Fernsehen keine große Zukunft prophezeit. Das sieht man beispielsweise an der Proporzbesetzung der Intendanten. So reklamierte Bundeskanzler Julius Raab den der ÖVP angehörenden Intendanten für den Hörfunk, während er den Fernsehintendanten der SPÖ überließ.
Nach Start des ersten Fernsehkanals kam das Technische Versuchsprogramm stundenweise dazu, bis endlich zuerst als FS1 und FS2, später als ORF 1 und ORF 2 rund um die Uhr Programme ausgestrahlt wurden. Seit 1969 sendet der ORF seine Programme nach dem PAL-System in Farbe. Die erste so ausgestrahlte Sendung war das Neujahrskonzert der Wiener Philharmoniker am 1. Jänner 1969.
16:9-Material in beiden landesweiten Fernsehprogrammen wurde einige Jahre analog auch in PALplus verbreitet. Nachdem die Zuführung zu den Sendestationen auf digital umgestellt worden war, sendete man nur mehr in PAL. Über DVB-T und DVB-S wird das Programm jedoch auch in 16:9 anamorph angeboten.
Örtlich war das ORF-Fernsehen im 12. Wiener Gemeindebezirk Meidling in einer ehemaligen Schule untergebracht. Einige Sendungen wurden aus dem Atelier Ronacher übertragen. Anschließend wurde auch aus dem leerstehenden Affenhaus des Tiergartens Schönbrunn gesendet, bis das heutige ORF-Zentrum Küniglberg fertig war; dort war ursprünglich als Erweiterung der 1938 errichteten Flak-Kaserne Küniglberg eine Radaranlage geplant.
Bis 1998 wurde Fernsehen ausschließlich terrestrisch und analog ausgestrahlt. Der ORF überträgt seine Radio- und Fernsehprogramme terrestrisch mit 1792 Sendegeräten an 477 Standorten.
Seit dem 22. Jänner 1998 sendet der ORF auch digital über den Satelliten ASTRA 1G und seit 31. August 2000 über ASTRA 1H (DVB-S). Derzeit wird bei gleichen Frequenzen über Astra 1KR und Astra 1L gesendet.
Zum Empfang des verschlüsselten Signals ist eine Karte erforderlich, die nur an österreichische Gebührenzahler abgegeben wird (Astra-Zuseher in Südtirol wenden sich an die Rundfunk-Anstalt Südtirol (RAS), aber nur, wenn sie in einem Gebiet wohnen, das nicht vom DVB-T-Signal der RAS versorgt wird). Am 20. Mai 2008 wurde eine letzte ORF-Betacrypt-Karte abgeschaltet, zwei Tage später das ORF-Betacrypt-Sendesignal eingestellt. Damit ist der ORF nur noch über Cryptoworks, Irdeto und Nagravision zu empfangen.
Die Umstellung von analogem auf digitales Fernsehen (DVB-T) wurde am 26. Oktober 2006 mit den Programmen ORF 1 und ORF 2 (zusammen mit ATV) in den Landeshauptstädten Österreichs begonnen (MUX A). Seit dem Start der zweiten DVB-T-Bedeckung im Herbst 2007 ist auch ORF Sport Plus in den Landeshauptstädten zu empfangen (MUX B). Der letzte analoge terrestrische Fernsehsender wurde am 7. Juni 2011 abgeschaltet. Derzeit übertragen 320 Sendestationen DVB-T Signale in Österreich.
Für DAB gab es in Wien und Tirol einen Versuchsbetrieb, um die Möglichkeiten von digitalem Radio zu testen. Die Abstrahlung von DAB wurde mit Beginn 2009 eingestellt.
Der Betrieb der Sendeanlagen erfolgt durch die am 1. Jänner 2005 gegründete Tochtergesellschaft ORS Österreichische Rundfunksender. Der ORF hält an diesem Unternehmen 60 Prozent der Anteile, 40 Prozent hält die Raiffeisen-Tochter Medicur.
ORF 1 und ORF 2 sind nur in Österreich, Südtirol und grenznahen Gebieten (zum Beispiel Südbayern) oder in der ganzen Deutschschweiz via Kabel zu empfangen, da sie nur terrestrisch und über Kabel unverschlüsselt ausgestrahlt werden; über Satellit werden sie verschlüsselt ausgestrahlt. Das gilt auch für die Lokalsendungen (zum Beispiel Bundesland heute) mit Ausnahme von Wien heute, das auf ORF 2 Europe läuft.
ORF 2 wird als ORF 2 Europe täglich von 06:00 bis 00:20 Uhr, mit Ausnahme von Sendungen, für die keine europaweiten Senderechte vorhanden sind, mit dem Wiener Regionalprogramm unverschlüsselt über Astra ausgestrahlt.
ORF Sport Plus und ORF III werden ebenfalls über Astra (verschlüsselt über DVB-S) ausgestrahlt. Eine Ausstrahlung über DVB-T erfolgt jedoch von den Großsendeanlagen nahe den Landeshauptstädten. Daneben ist es über Kabel zu empfangen (auch in einigen Nachbarländern).
Am 20. Mai 2008 beendete der österreichische Rundfunk endgültig die neben einer Cryptoworks-Verschlüsselung parallel eingesetzten Codierung seiner über Satellit ausgestrahlten Programme nach dem alten Betacrypt-Standard. Mit dieser Maßnahme wurde im Hinblick auf einen geplanten regulären HD-Sendebetrieb von ORF 1 am 2. Juni 2008 eine bekannte Lücke im ORF-Verschlüsselungssystem geschlossen, die durch den korrumpierten Betacrypt-Standard auch einen unberechtigten ORF-Empfang (zum Beispiel im Ausland) ermöglicht hatte.
Ende Jänner 2007 klagte der ORF gegen den deutschen Kabelnetzbetreiber Kabel BW, da der ORF in Deutschland nicht empfangen werden wollte. Nachdem der ORF Klage eingereicht hatte, nahm Kabel BW die Sender sofort heraus.
Der ORF kauft Film- und Serienrechte nur für Österreich und müsste bei einer Ausstrahlung in Deutschland auch diese Rechte kaufen, was aufgrund der hohen Kosten jedoch unmöglich ist. Seit der Fußball-Europameisterschaft 2021 nutzt der ORF auch DRM, um den Zugang zu seinen Programminhalten zu beschränken.
ORF in HDTV

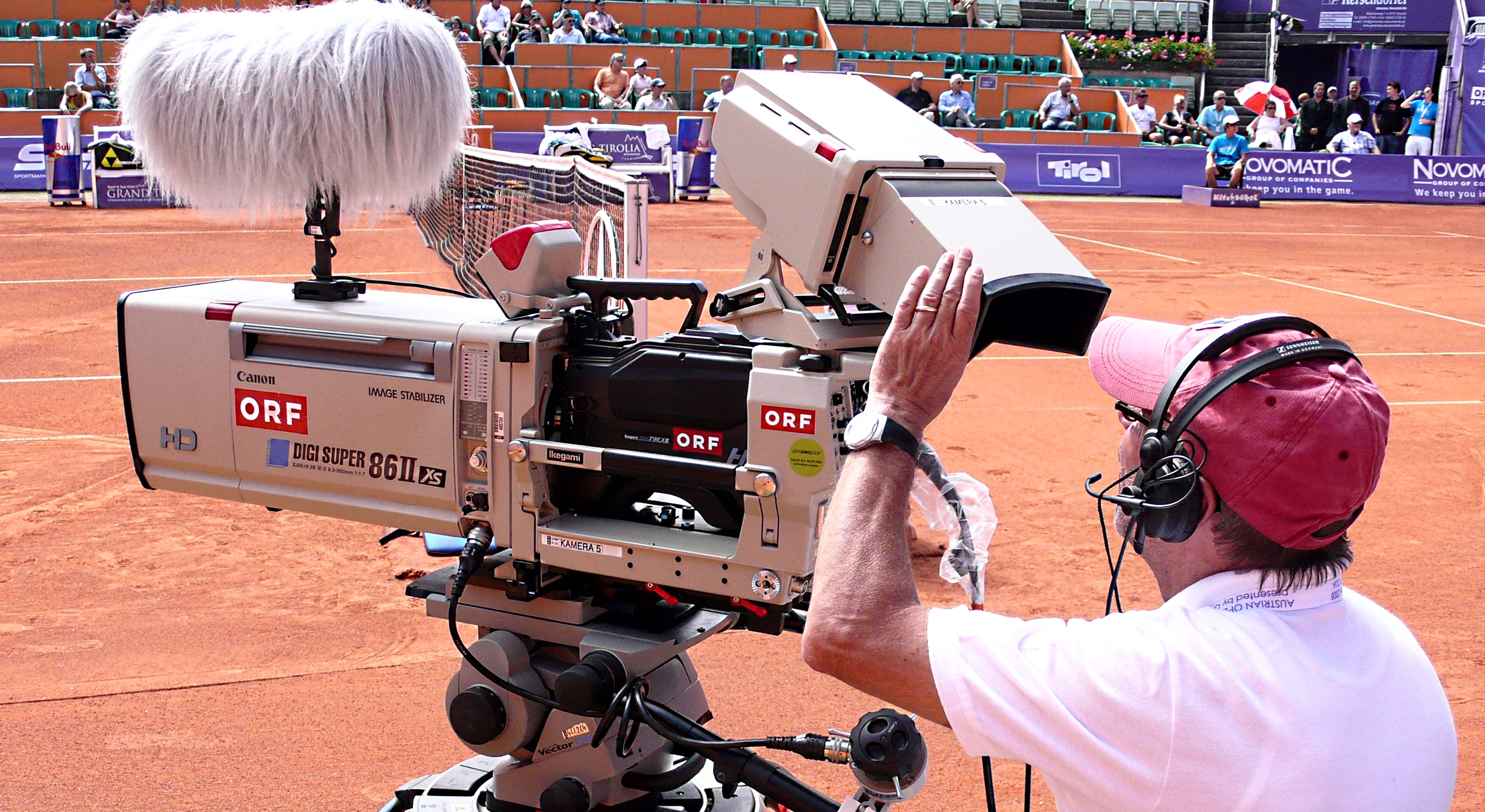
ORF-HD-Produktion in Kitzbühel

Am 23. Jänner 2008 erfolgte erstmals eine ORF-HDTV-Liveübertragung, „The Nightrace“ aus Schladming. Ein HDTV-Empfang wurde dazu während einer Veranstaltung in den ORF-Landesstudios öffentlich präsentiert. Technikpartner war die Telekom Austria.
Im Hinblick auf die Fußball-EM 2008 nahm ORF 1 HD am 1. Juni 2008 um 17:25 Uhr mit der Sendung Sport am Sonntag seinen HDTV-Sendebetrieb auf. Am Montag, dem 2. Juni 2008, folgte vor Medienvertretern ein offizieller ORF-HDTV-Start mit einer Universum-Sendung in HD.
Zur Fußball-Europameisterschaft 2008 wurde ORF 1 HD auch über das am 6. Mai 2008 gestartete digitale HD-Kabelfernsehangebot der UPC Austria empfangbar, weiters gibt es seitens der Telekom Austria seit Anfang Juni 2008 ein IPTV-Produkt in HDTV.
Am 5. Dezember 2009 folgte über Astra auch die HDTV-Ausstrahlung des zweiten österreichischen Fernsehprogramms ORF 2 (die SD-Parallelausstrahlung der beiden österreichischen Fernsehprogramme ORF 1 und ORF 2 bleibt über Astra erhalten).
Im April 2013 ging simpliTV über DVB-T2 mit ORF 1 HD und ORF 2 HD auf Sendung.
Da nur ausgewählte Inhalte in HDTV vorliegen, werden für einen 720p-Vollbetrieb herkömmliche ORF-Sendungen senderseitig hochskaliert.
Der ORF ist nach der BBC der weltweit zweite öffentlich-rechtliche Sender und der erste deutschsprachige, der sein gesamtes Vollprogramm parallel auch in HD-Signalen sendet, nicht jedoch ORF Sport Plus und ORF III.
Seit 26. Oktober 2014 sendet der ORF die zwei Spartenkanäle ORF Sport Plus und ORF III sowie die neun Bundesland-heute-Sendungen auch hochauflösend. Damit steht seither die gesamte Senderfamilie des ORF in HD-Auflösung zur Verfügung.
Am 7. Jänner 2025 schaltete der ORF das SD-Signal für die restlichen Sender ab.

#### On-Screen-Design (Cornerlogo)
Im Zuge einer Erneuerung der Corporate Identity wurde zwischen 1992 und 1994 durch den englischen Grafikdesigner Neville Brody das gesamte Erscheinungsbild des ORF sukzessive geändert und das neue ORF-Logo, der sogenannte Ziegel, eingeführt. Das bis dahin bekannte „ORF-Auge“ trat als Aushängeschild zunehmend in den Hintergrund, wurde jedoch nie offiziell aufgegeben.
Auch wurde das alte, temporär eingeblendete Bildschirmlogo – der weiße normale Schriftzug „ORF“ – durch ein ziegelformatiges ersetzt (weißer ORF-Schriftzug auf schwarzem Rechteck, rechts daneben schwarze Zahl auf weißem Quadrat).
Im Jahr 2000 erhielten die beiden Kanäle ORF 1 und ORF 2 ein leichtes Redesign, das im Wesentlichen von einem beweglichen, gallertartigen grünen Quadrat mit der Ziffer 1 („Jelly-Look“) beziehungsweise einem roten Quadrat mit einer goldgelben 2 geprägt ist.
Am 17. August 2005 wurde das On-Screen-Design neuerlich einem Update unterzogen: Um ein Einbrennen des Cornerlogos in Plasmabildschirmen zu vermeiden, ist die Sender-Kennung – im Bild rechts oben – nun nicht mehr grün für ORF 1 beziehungsweise rot für ORF 2 gefärbt, sondern wie davor einheitlich grau. Auch der Trailer von ORF 2 wurde geringfügig abgeändert; anstatt des roten Würfels mit gold-gelbem Zweier ist jetzt ein „abgeschlankter“ Kubus mit weißer Ziffer im Programm-Trailer zu sehen. Außerdem soll der von Neville Brody entworfene Ziegel als Dachmarke verstärkt wieder im Mittelpunkt stehen.
Zum Schutz Jugendlicher kennzeichnet der ORF bestimmte Sendungen wie folgt:
- Mit einem „X“ links neben dem ORF-Logo (nicht für Kinder)
- Mit einem „O“ links neben dem ORF-Logo (nur für Erwachsene)[43]

Das musikalische Design (Sound Identity) von ORF 1 wurde von dem Komponisten Hannes Bertolini gestaltet, für die Sound Identity von ORF 2 zeichnet der Komponist Thomas Rabitsch verantwortlich.

ORF Cornerlogos
Bildschirmlogo bis 26. Okt. 1992
Cornerlogo von ORF 1 27. Okt. 1992– 4. Okt. 2000
Cornerlogo von ORF 1 5. Okt. 2000– 16. Aug. 2005
Cornerlogo von ORF 1 17. Aug. 2005– 8. Jän. 2011 (ähnlich wie 1992er-Version, jedoch heller)
Cornerlogo von ORF eins 8. Jän. 2011– 26. Apr. 2019
Cornerlogo von ORF 1 seit dem 25. April 2019[44]
Cornerlogo von ORF 2 5. Okt. 2000– 16. Aug. 2005
Cornerlogo von ORF 2 17. Aug- 2005– 8. Jän. 2012
Cornerlogo von ORF 2 27. Okt. 1992– 4. Okt. 2000 und erneut seit dem 9. Jän. 2012

#### Fernsehdirektoren
- 1957–1967: Gerhard Freund, Fernsehdirektor
- 1967–1974: Helmut Zilk, Programmdirektor Fernsehen
- 1974–1978: Gerhard Weis, Fernsehintendant 1 (für FS 1)
- 1974–1978: Franz Kreuzer, Fernsehintendant 2 (für FS 2)
- 1978–1984: Wolf In der Maur, Fernsehintendant 1
- 1978–1984: Ernst Wolfram Marboe, Fernsehintendant 2
- 1984–1993: Ernst Wolfram Marboe, Programmintendant
- 1993–2011: Wolfgang Lorenz, Programmintendant
- 2012–2021: Kathrin Zechner, Fernsehdirektorin
- seit 2022: Stefanie Groiss-Horowitz, Programmdirektorin

### Hörfunk

#### Sender
| Bezeichnung            | Logo | Sendebeginn | Sendegebiet                                                        |
| ---------------------- | ---- | ----------- | ------------------------------------------------------------------ |
| Österreich 1           |      | 1967        | Österreich (nur UKW), Südtirol (UKW und DAB+)                      |
| Radio Burgenland       |      | 1967        | Burgenland                                                         |
| Radio Kärnten          |      | 1967        | Kärnten, Teile der Steiermark, Teile Osttirols                     |
| Radio Niederösterreich |      | 1967        | Niederösterreich                                                   |
| Radio Oberösterreich   |      | 1967        | Oberösterreich                                                     |
| Radio Salzburg         |      | 1960        | Land Salzburg                                                      |
| Radio Steiermark       |      | 1967        | Steiermark                                                         |
| Radio Tirol            |      | 1967        | Tirol (nur UKW), Südtirol (UKW und DAB+)                           |
| Radio Vorarlberg       |      | 1967        | Vorarlberg                                                         |
| Radio Wien             |      | 1955        | Wien                                                               |
| Ö3                     |      | 1967        | Österreich (nur UKW), Südtirol (UKW und DAB+)                      |
| FM4                    |      | 1995        | Österreich (jedoch nicht flächendeckend, nur UKW), Südtirol (DAB+) |

Zum Empfangsgebiet gehören bei terrestrischem Empfang auch die jeweiligen angrenzenden Gebiete beziehungsweise Anrainerstaaten.

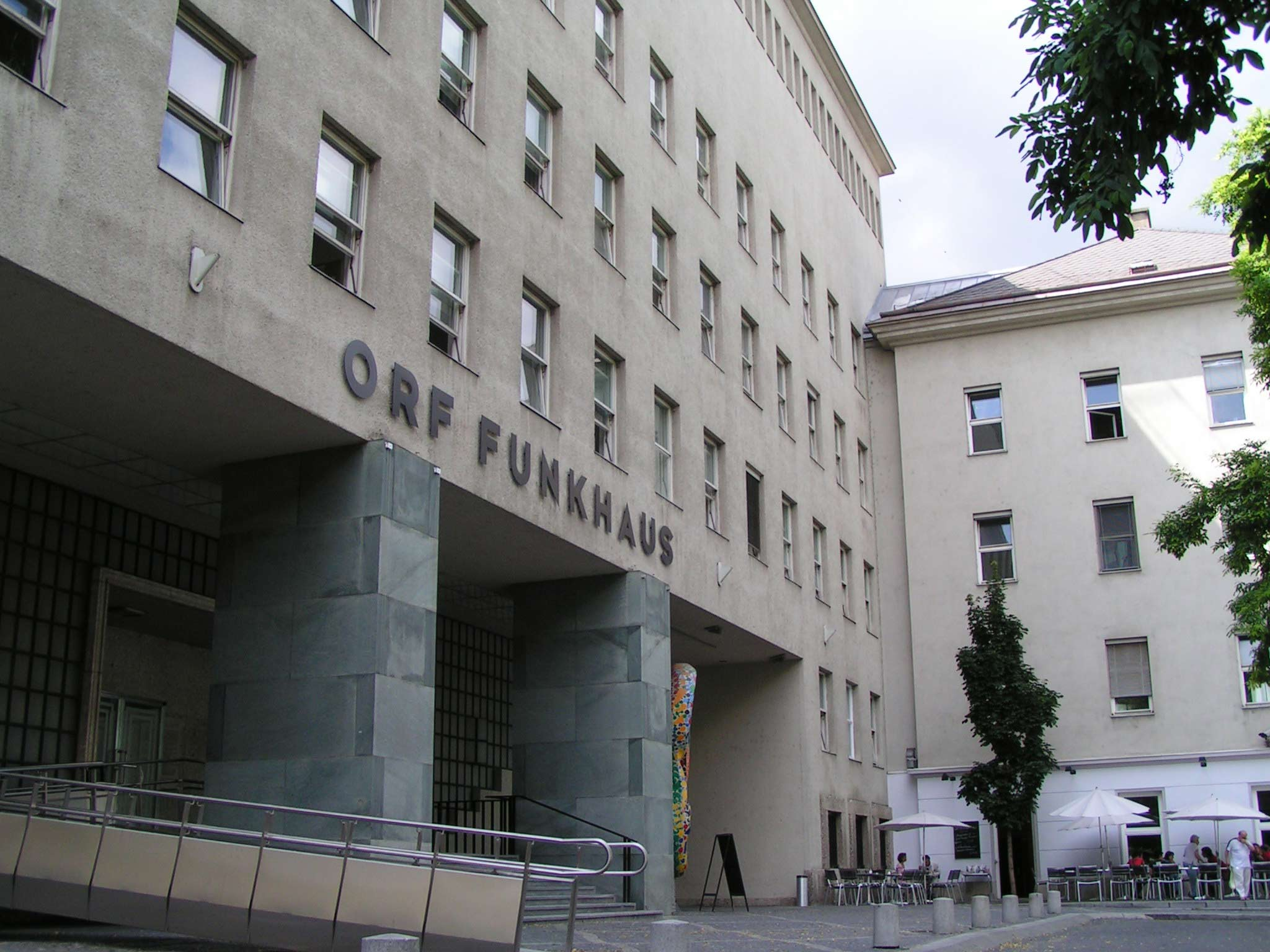
Funkhaus Wien in der Argentinierstraße, hier werden die Radioprogramme Ö1 und Radio Wien produziert; auch das Landesstudio Wien hat hier seinen Sitz

Der ORF produziert folgende Radioprogramme:
- Ö1 ist ein werbefreier Kultursender mit aufwändig produzierten Nachrichtenjournalen.
- Österreich 2 besteht aus neun Regionalprogrammen für die einzelnen Bundesländer:
  - Radio Burgenland
  - Radio Kärnten
  - Radio Niederösterreich
  - Radio Oberösterreich
  - Radio Salzburg
  - Radio Steiermark
  - Radio Tirol (auch in Südtirol ausgestrahlt)
  - Radio Vorarlberg
  - Radio Wien

In den 1990er Jahren sind die ORF-Regionalradios zu Formatradios mit Schwerpunkt auf Volks- und volkstümlicher Musik, Schlager, Oldies und Superhits umgewandelt worden. Ihr Zielpublikum sind die über 35-Jährigen, wo sie klare Marktführer sind.
- Ö3 ist ein Contemporary Hit Radio (CHR) mit Schwerpunkt auf aktueller Popmusik in sehr enger Rotation. Ö3 ist das erfolgreichste österreichische Radioprogramm mit täglich etwa drei Millionen Hörern. Die meistgehörte Sendung ist der „Ö3-Wecker“ werktags von 05:00 bis 09:00 Uhr.
- FM4 ist auf alternative Popmusik, Trends und Szene-Berichte spezialisiert. Das tägliche Programm von 01:00 Uhr bis 14:00 Uhr wird auf Englisch ausgestrahlt; Nachrichten werden wechselnd auf Englisch und Deutsch gesendet – hier finden sich Reste des international orientierten Senders Blue Danube Radio, der ursprünglich auf dieser Frequenz sendete und in den 1990er Jahren schrittweise eingestellt beziehungsweise von FM4 abgelöst wurde. Aufgrund der ungewöhnlichen Musikauswahl und fehlender entsprechender Angebote deutscher Radiosender ist FM4 auch in Süddeutschland beliebt.
- Radio 1476 ist ein spezielles Programm des ORF für Wien, das auf Mittelwelle auf der Frequenz 1476 kHz vom Standort Bisamberg bei Wien mit einer Sendeleistung von 60 Kilowatt bis Ende 2008 ausgestrahlt wurde.
- Radio Österreich 1 International, wurde am 1. Juli 2003 eingeführt, als Radio Österreich International mit eigenem Programm aus Kostengründen eingestellt werden musste. Das neue Radio Ö1 International spielt jetzt zum größten Teil nur mehr Programm von Ö1.

Eine weitere eigene Abteilung des ORF-Hörfunks bildet das ORF Radio-Symphonieorchester Wien (RSO Wien).

#### Hörfunkdirektoren
Der Hörfunkdirektor (vulgo: Radiodirektor; früher: Programmdirektor Hörfunk bzw. Hörfunkintendant) untersteht dem Generaldirektor und ist für alle ORF-Radiosender verantwortlich.
- 1967–1974: Alfred Hartner, Programmdirektor Hörfunk
- 1974–1979: Wolf In der Maur, Hörfunkintendant
- 1979–1990: Ernst Grissemann, Hörfunkintendant
- 1990–1994: Rudolf Nagiller, Hörfunkintendant
- 1994–1998: Gerhard Weis, Hörfunkintendant
- 1998–2002: Manfred Jochum, Hörfunkintendant
- 2002–2006: Kurt Rammerstorfer, Hörfunkdirektor
- 2006–2010: Willy Mitsche, Hörfunkdirektor
- 2010–2016: Karl Amon, Hörfunkdirektor
- 2016–2021: Monika Eigensperger, Hörfunkdirektorin
- seit 2022: Ingrid Thurnher, Hörfunkdirektorin

### Internet

#### Portale

Logo des Nachrichtenportals ORF.at

games.orf.at bot ab 2001 bis 1. Juli 2005 Chats und Mini-Spiele

Das Nachrichtenportal ORF.at ist auf dem Gebiet der Neuen Medien der wichtigste Kommunikationskanal des Rundfunkveranstalters und seit Ende der 1990er Jahre eine der meistbesuchten österreichischen Nachrichtenwebsites. Im Reichweitenranking der Österreichischen Webanalyse (ÖWA) lag das ORF.at-Network im vierten Quartal 2017 auf dem zweiten Platz hinter dem Styria-digital-one-Dachangebot. Im 1. Quartal 2013 erreichte orf.at im Monatsdurchschnitt rund 56 Millionen Visits mit rund 347 Millionen Page Impressions und etwa 6,9 Millionen Clients.
Laut ÖWA Plus kam das Portal im 4. Quartal 2012 mit rund 640.000 Unique Users auf eine durchschnittliche Tagesreichweite von 10,9 Prozent aller österreichischen Internet-User, im Wochendurchschnitt auf 1,57 Millionen Unique Users, das entspricht einer Wochenreichweite von 26,9 Prozent (Quelle: ÖWA Plus Handbuch Nr. 12).
Im August 2017 entfielen 35,9 Prozent der von der ÖWA gemessenen Nutzungszeit von Onlinemedien in Österreich auf orf.at (rund 9,5 Mio. Nutzungsstunden) und 21,2 Prozent der Nutzungszeit aller von der ÖWA gemessenen Onlineangebote (Quelle: ÖWA Basic; zum Vergleich: derstandard.at mit 3,3 Millionen Nutzungsstunden beziehungsweise willhaben.at mit 6,2 Millionen Nutzungsstunden). Laut Alexa ist die Website orf.at die siebentpopulärste Website in Österreich.
Grundkonzept von ORF.at war ab 1997, die Seite im Wesentlichen als tagesaktuelles Nachrichtenportal zu positionieren und nicht als Verlängerung der Radio- und Fernsehprogramme.
Die Seite wurde von rund 40 Redakteuren in der „ORF Online und Teletext GmbH & Co KG“ sowie von einer etwa gleich hohen Anzahl Redakteure in den ORF-Landesstudios und in den Fernseh- und Radioredaktionen produziert. Sowohl das Redaktionssystem als auch alle Userinterfaces wurden von der „ORF Online und Teletext GmbH & Co KG“ selbst entwickelt, ein eigenes Lektorat war für die tagesaktuelle Berichterstattung vorhanden. Etwa 15 Prozent der Mitarbeiter der „ORF Online und Teletext GmbH & Co KG“ waren in der Produkt- und Softwareentwicklung tätig.
Das als „blaue Seite“ bezeichnete Nachrichtenportal news.orf.at ist nicht gebührenfinanziert, sondern trug sich schon wenige Jahre nach seiner Gründung durch Werbeerlöse. Die Werbeflächen im ORF.at-Netzwerk werden von der „ORF Enterprise GmbH & CO KG“ vermarktet.
Der ORF lancierte über die Jahre hinweg weitere Onlineportale. Eines der ersten Onlineangebote war das ORF-Religionsportal. Zudem bietet der ORF eigene Websites für die Radios Ö1, Ö3, und FM4 an und das multimediale gesellschaftlich-kulturelle ORF Topos.
Das ORF-Gesetz schränkt die Aktivitäten des Rundfunks im Internet jedoch ein. Das wegen seiner netzkritischen Berichterstattung hoch angesehene ORF-Technikportal Futurezone musste nach einer Gesetzesnovelle 2010 an den Kurier verkauft werden. Durch die Novellierung des ORF-Gesetzes, die am 1. Oktober 2010 in Kraft trat, wurde das Angebot von orf.at stark beschnitten. Mit der Gesetzesnovelle vom 1. Jänner 2024 wurde das Textangebot des Portals weiter beschnitten, seither müssen 70 Prozent der Beiträge in Bewegtbildform publiziert werden, und die Textbeitragszahl ist pro Woche auf 350 beschränkt. Diese Beschränkung hatte der Verband Österreichischer Zeitungen gefordert.
Im Oktober 2020 wurde die Chefredaktion von einer auf zwei Personen erweitert. Zu Chefredakteur Gerald Heidegger (seit 1999) kam Christian Staudinger dazu.

#### ORF-Internetfernsehen
Mitte der 2000er Jahre, als es durch technische Entwicklungen einfacher wurde, Videos über Internetseiten bereitzustellen (Streaming Media), begann der ORF, damit unter der URL ondemand.orf.at zu experimentieren. Die sieben Tage lang archivierten Bundesland-heute-Sendungen (Lokalprogramme) wurden im September 2008 im Internetfernsehen 700.000 Mal abgerufen, die vom ORF fälschlicherweise als ORF IPTV bezeichneten aktuellen Onlinevideos (Videos der Nachrichtenagenturen) kamen im selben Zeitraum auf 480.000 Abrufe.
Der frühere Versuch des Österreichischen Rundfunks, eine ORF-Online-TV genannte Mediathek über den privaten Verleger Georg Hoanzl zu realisieren, scheiterte an der heftigen Kritik des ORF-Stiftungsrats, da dieser über die bereits fortgeschrittenen externen Pläne nicht informiert und auch nicht einverstanden war.
Infolgedessen befand sich der ORF im Hintertreffen, betrieben doch TV-Anstalten wie ARD, ZDF oder BBC bereits länger Mediatheken. Im März 2009 kündigte Digitalchef Thomas Prantner an, dass die Ausweitung des On-Demand-Angebots sowie der Online-Live-Übertragungen kurz bevorstehe.
 ORF-TVthek

Logo der ORF TVthek (2019–2024)

Schließlich ging am Freitag, dem 13. November 2009, unter dem Namen ORF TVthek eine hauseigene ORF-Mediathek mit Videos aus rund 70 Sendungen online.
Bemängelt wurde in der Anfangszeit vor allem die geringe Auflösung der Videos sowie die Bindung an den Windows Media Player von Microsoft. Inzwischen wird ein HTML5-Player eingesetzt und über HLS oder MPEG-DASH gestreamt.
Neben der Weboberfläche wurde die TVthek auch als mobile Applikation umgesetzt. Geplant war, die ORF-TVthek bis Jahresende 2010 als Applikation auf die beiden Apple-Geräte iPhone und iPad zu portieren, in den Monaten danach ist dann auch das On-Demand-Angebot des ORF für weitere Betriebssysteme wie Google Android verfügbar gemacht worden. Im Februar 2014 wurde auch eine App für Windows Phone 8 vorgestellt.

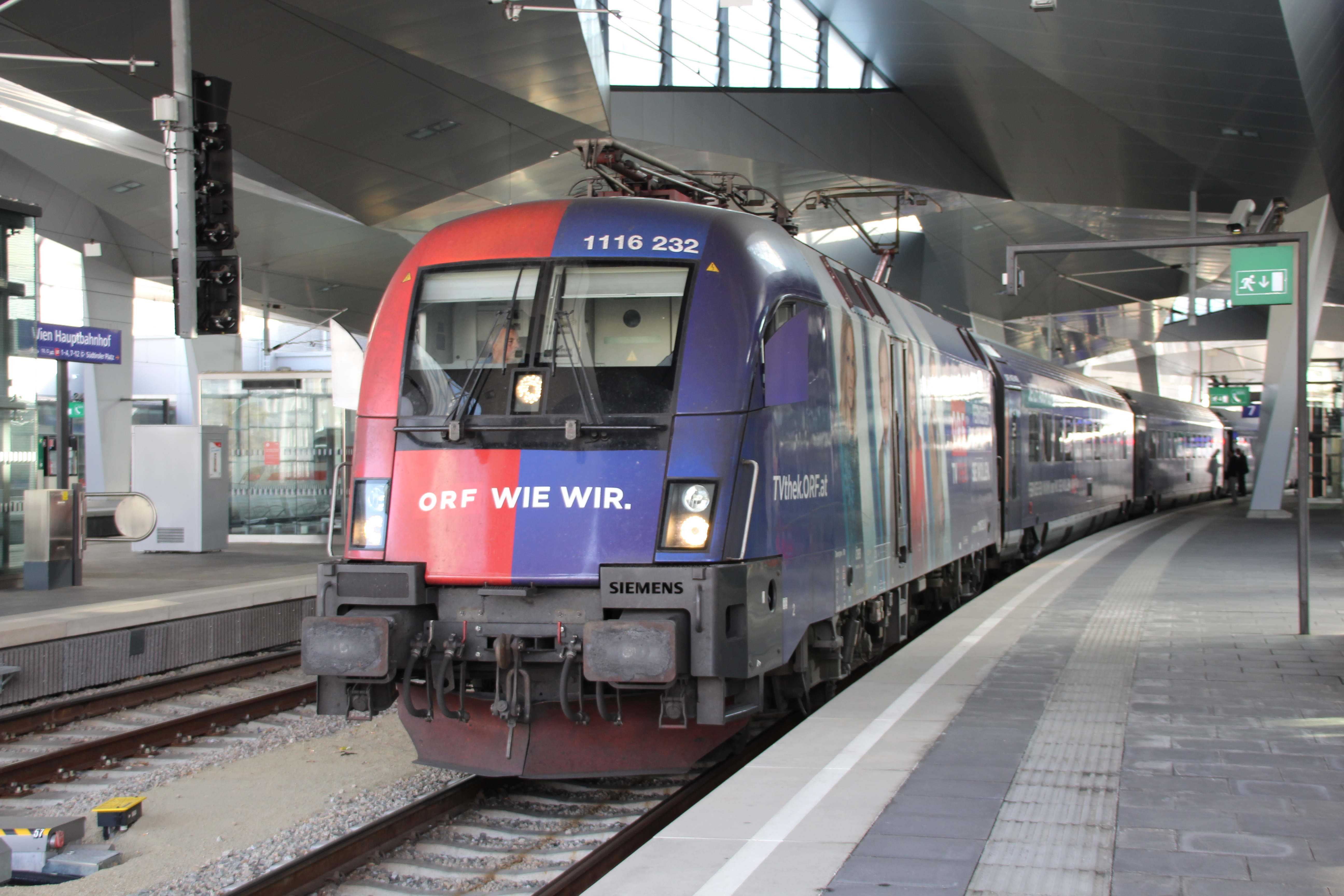
Railjet im ORF-Sonderdesign am Wiener Hauptbahnhof

Seit Sommer 2016 stehen im WLAN-Portal des ÖBB-Railjets etwa 120 Sendungen aus der ORF-TVthek für die Nutzung während der Zugfahrt zur Verfügung. Für diesen Service wird mit einer Railjet-Garnitur mit Sonderbeklebung geworben.
Am 19. März 2019 erhielten die ORF-TVthek-App sowie auch die Online-Version ein neues Design. Die alten blauen und roten Elemente verschwanden und wurden durch braune und gelbe Designelemente ersetzt. Der Hintergrund wurde dunkler. Bei diesem „Relaunch“, wie es der ORF selbst nennt, wurde jedoch nicht nur das Design verändert, sondern wurden auch die Stabilität, die Bedienung, die Personalisierung sowie noch viele weitere Dinge verbessert.
Am 1. Jänner 2024 ging das Nachfolgeportal der TVthek, ORF ON, in den öffentlichen Testbetrieb. Es hat ab Mai 2024 die alte ORF-TVthek zur Gänze ersetzt. Branding und Optik wurden weiterentwickelt, zudem ermöglicht eine ORF-Gesetzesnovelle nun, Inhalte bis zu einem halben Jahr bereitzustellen. Zuvor waren die Sendungen nur sieben Tage im Internet abzurufen.
Sämtliche ORF-Nachrichtensendungen (ZIB beziehungsweise Zeit im Bild), die „Bundesland heute“-Sendungen und Sendungen aus den Bereichen wie zum Beispiel Comedy, Religion, Sport oder Kultur sind über die TVthek abrufbar. Auch Livestreams von vielen Eigenproduktionen und Sportveranstaltungen sind verfügbar. Seit 1. Jänner 2024 ist das Kindervollprogramm ORF Kids ausschließlich über die Plattform empfangbar. Einzelne Inhalte wie Willkommen Österreich werden künftig vor der TV-Ausstrahlung „online first“ zu sehen sein.
Vom 16. November bis Jahresende 2009 verzeichnete das – damals neue – Angebot 8,2 Millionen Abrufe. Im Jahr 2013 erreichte der ORF durchschnittlich 14,4 Millionen Video-Abrufe pro Monat. Anfang 2014 wurden mehr als 18,4 Millionen Videoabrufe pro Monat verzeichnet.
 ORF ON

Logo von ORF On

Im Mai 2024 wurde nach einem Parallelbetrieb ab dem 1. Jänner 2024 die TVthek durch ORF ON abgelöst. Das Portal bietet Livestreams des ORF sowie Abrufangebote, die auch zuvor schon in der TVthek verfügbar waren. Die meisten Beiträge sind bis zu 30 Tage lang abrufbar, der Abruf ist aufgrund der Verbreitungsrechte allerdings mehrheitlich via Geotargeting auf Österreich beschränkt. Geotargeting wird uneinheitlich eingesetzt. So sind einige Sendungen wie beispielsweise die Millionenshow auch außerhalb Österreichs live zu sehen, der Abruf danach jedoch auf Österreich beschränkt.

#### ORF-Internetradio
Von 2003 bis 2011 betrieb der ORF das Ö1 Inforadio. Das Radioprogramm, das ausschließlich über Internet-Stream konsumiert werden konnte, sendete 24 Stunden täglich Wortbeiträge, die bereits im Radioprogramm veröffentlicht worden waren. Musik wurde nicht gesendet, sodass es sich im Gegensatz zu Ö1 um ein Voll-Wortprogramm handelte.
Über so betitelte „Player“ bot man zudem den Live-Empfang der ORF-Radioprogramme im Web an. 2019 wurden diese Angebote in einer Radiothek gebündelt, 2022 entstand daraus die Plattform ORF Sound. Neben den zwölf live abrufbaren Radiosendern des ORF werden ausgewählte Inhalte aus Radio und TV thematisch gruppiert als Podcasts zur Verfügung gestellt.

## Kritik

### Einflussnahme von Parteien
Die jahrzehntelange Sonderstellung des ORF im Bereich der elektronischen Medien durch das Rundfunkmonopol (siehe Hauptartikel: Geschichte des Fernsehens in Österreich) weckte schon ab den 1950er Jahren die Begehrlichkeiten der politischen Parteien, sich einen Einfluss im ORF und damit auch auf das öffentliche Meinungsbild zu sichern.
Während der SPÖ-Alleinregierung (1971–1983) wurde vielfach die Kritik geäußert, die damalige Regierung nutze massiv die Monopolstellung des ORF zur Umsetzung der eigenen parteipolitischen Ziele. Auch von 1986 bis 1999 (SPÖ/ÖVP-Koalition) wurde dem ORF vorgeworfen, dem großkoalitionären Proporzsystem zu gehorchen. Mitunter wurde dem ORF wegen seiner Personalpolitik und Berichterstattung eine Affinität zur SPÖ unterstellt. Der ORF wurde daher als Rotfunk bezeichnet.
Der ehemalige ORF-Generalintendant Teddy Podgorski meinte 2015, im ORF manifestiere sich die Macht der Politik. Er sei abhängig von den Politikern und gehöre de facto der Republik. Die Forderungen der ORF-Redakteure nach einem Aufsichtsgremium, in dem die Parteipolitik keine zentrale Rolle mehr spielt, sei vollkommen aussichtslos.
Der Einfluss der politischen Parteien im ORF ist heute durch den ORF-Stiftungsrat, der unter anderem den Generaldirektor wählt, gestärkt und gesichert: 21 der 35 Stiftungsräte werden von Bundesregierung, Landesregierungen und Parlamentsparteien ausgewählt, 9 vom Publikumsrat, der aus 17 vom Bundeskanzler bestellten Mitgliedern besteht, weitere Stiftungsräte stellen Parteiakademien und Sozialpartner. Somit lassen sich 32 von 35 Stiftungsräten direkt oder indirekt Parteien zuordnen.
Vorsitzender des ORF-Stiftungsrats ist seit Mai 2022 Lothar Lockl, davor fungierte ab Mai 2018 Norbert Steger als Vorsitzender des Stiftungsrats.
Darüber hinaus ist vor der Bestellung der Direktoren der ORF-Landesstudios eine Stellungnahme der jeweiligen Landeshauptleute einzuholen (Anhörungsrecht gemäß § 23 ORF-G). Die Regelung wird aufgrund der potenziellen politischen Einflussnahme kritisiert.
2023 trat der Landesdirektor des ORF Niederösterreich, Robert Ziegler, zurück. Eine interne Evaluierungskommission hatte eine mangelnde professionelle Distanz zu ÖVP-Politikern festgestellt. So wurde ein Interview mit Landeshauptfrau Johanna Mikl–Leitner (ÖVP) mehrmals unterbrochen, damit diese sechsmal ihre Formulierungen korrigiert.

### Kritik an politischer Einflussnahme und Berichterstattung
Eine erste Gegenbewegung zu diesen parteipolitischen Vereinnahmungen gipfelte 1964 im Rundfunkvolksbegehren; es wurde vor allem von Printmedien aus den Bundesländern forciert. Zwischen dem 5. und 12. Oktober 1964 unterschrieben 832.353 österreichische Wahlberechtigte das Begehren, das schlussendlich zu einem neuen Rundfunkgesetz führte.
Im Jänner 2012 veröffentlichten 55 teils prominente Fernsehmoderatoren und Journalisten der Redaktion von Zeit im Bild ein privat hergestelltes Protestvideo auf YouTube, worin Kritik an der ORF-Geschäftsführung geübt wird. Gefordert wurde in der Kritik-Montage journalistische Unabhängigkeit, ein Ende des Postengeschachers, ein neues Aufsichtsgremium sowie ein neues Redaktionsstatut.
2014 wurde von unabhängigen österreichischen Journalisten, darunter Claus Reitan, Andreas Unterberger, Kurt Ceipek und Christian Ortner, die alle eher dem rechten Meinungsspektrum angehören, die Website ORF-Watch.at gegründet. Ziel ist es nach eigenen Angaben, eine freie und öffentliche Debatte über die einseitige Berichterstattung und die Privilegien des von Staat und Politik abhängigen Gebühren-Radios und -Fernsehens sowie diverse Aspekte des Machtmissbrauchs zu ermöglichen.
2015 übte der ORF-Ethikrat Kritik an Auftritten von ORF-Journalisten bei Parteiveranstaltungen, die als entgeltliche Nebenbeschäftigung beantragt und vom ORF genehmigt werden. Dies sei grundsätzlich unvereinbar mit ORF-Gesetz, Programmrichtlinien und Verhaltenskodex. 2024 wurde zur Nachschärfung von Regeln ein Ethikkodex veröffentlicht, der für alle Mitarbeiter „sowie Personen, deren Verhalten dem ORF zugerechnet werden kann“ gelten soll.
Rudolf Mitlöhner, der Chefredakteur der Wochenzeitung Die Furche, kritisierte im Februar 2017 am ORF eine „quasi offiziöse [halboffizielle] Sichtweise, einen Mainstream der veröffentlichten Meinung“, […] in der sich „Arroganz, Borniertheit, Abgehobenheit, von allem etwas – des politmedialen Juste Milieu“ zeige. Der ORF berichte „auf seinen diversen Plattformen tendenziell mit Unterschleif“ (das heißt unredlich beziehungsweise mit Unterschlagung bestimmter Informationen) und gebe den Beiträgen „durch An- oder Abmoderation einen gewissen Spin“.
Christian W. Mucha, Herausgeber und Chefredakteur der Medienfachzeitschrift Extradienst, kritisiert, dass im „ORF völlig ungeniert subkutan von gewissen Linken und Grünen Meinung und Information vermanscht werden“. Einseitigkeit sei die größte Last auf der ORF-Berichterstattungsebene, die „stets bestritten und doch so oft teils subkutan, teils frech demonstrativ und ostentativ ohne jede Rücksichtnahme gespielt werde“. ORF-Mitarbeiter sollten „ihre politischen Grundansichten für sich behalten, anstatt sie in ihre Arbeit einfließen lassen“.
Im Oktober 2023 hob der Verfassungsgerichtshof (VfGH) einzelne Bestimmungen des Bundesverfassungsgesetz Rundfunk als teils verfassungswidrig auf. Das Gericht stellte Verstöße gegen das Unabhängigkeits- und Pluralismusgebot fest, da die Bundesregierung ein Übergewicht bei der Nominierung von Mitgliedern des Stiftungsrats hat und Mitglieder dieses Rates vorzeitig abberuft werden dürfen. Bis März 2025 muss dieses Gesetz repariert werden.

#### Umfragen
Laut einer 2019 durchgeführten OGM-Umfrage hält eine Mehrheit der Österreicher die politische Berichterstattung für „sehr“ (20 Prozent) oder „eher“ (35 Prozent) zufriedenstellend. Eine Minderheit hält sie für „weniger“ (25 Prozent) oder „nicht zufriedenstellend“ (15 Prozent). Damit ist die Zufriedenheit mit der politischen Berichterstattung zuletzt gestiegen.
In einer 2018 durchgeführten OGM-Umfrage hielten 10 Prozent der Österreicher die politische Berichterstattung des ORF für „sehr“ objektiv und korrekt, 33 Prozent für „eher“ objektiv und korrekt. 26 Prozent hielten sie für „weniger“, 23 Prozent für „gar nicht“ korrekt. 48 Prozent der Befragten waren mit dem ORF-Programm sehr oder eher zufrieden. 62 Prozent der Befragten hätten bei einer Volksabstimmung für eine Abschaffung der ORF-Gebühren gestimmt.
Im März 2019 wurde eine von SORA im Auftrag des ORF erstellte Studie zum Vertrauen in den ORF und andere Medien im Publikumsrat vorgestellt. Demnach genießen die ORF-Angebote unter den heimischen Informationsanbietern das höchste Vertrauen. Dabei wurde auch die politische Einstellung der Befragten erhoben. Es zeigte sich, dass ein Zusammenhang zwischen Vertrauen und politischer Einstellung existiert. Personen, die sich selbst als „links“ bezeichnen, vertrauen dem Sender mehr (Note 1,7) als Anhänger der „Mitte“ (Note 2,3) oder jene, die sich als „rechts“ (Note 2,8) einstufen. Insgesamt ist das Vertrauen in das Radio (Note 2,2) höher als in das Fernsehen (Note 2,3).
In derselben Studie sprachen sich auch 53 Prozent der Befragten dagegen aus, dass ORF-Journalisten auf Social-Media-Plattformen persönliche Meinungen zu politischen Themen abgeben, 31 Prozent befürworteten derartige Kommentare, 12 Prozent sind unentschlossen.

### Gesetzesverstöße
2008 zeigte die Medienaufsichtsbehörde 19 mutmaßliche Verstöße gegen das ORF-Gesetz und gegen Werbebestimmungen beim Bundeskommunikationssenat an. Wegen illegaler Schleichwerbung, fehlender Werbetrennung und nicht erlaubter Crosspromotion verurteilte der Bundeskommunikationssenat den ORF Ende 2008 in 16 der 19 Fälle. Zuletzt hatte die Medienbehörde KommAustria 2014 in drei rechtskräftig abgeschlossenen Verfahren mehrere Verstöße gegen das ORF-Gesetz festgestellt.
Die Strafe wegen Schleichwerbung, unerlaubter Unterbrecherwerbung und gesetzwidriger Sponsorenhinweise einer Tageszeitung sowie zweier Wettanbieter in einer Sportsendung betrug 660.000 Euro.
Aufgrund einer Beschwerde des Verbands Österreichischer Privatsender (VÖP) aus dem Jahr 2011 hat der Verwaltungsgerichtshof festgestellt, dass der ORF den Programmauftrag verletze. Die TV-Programme des ORF seien zu unterhaltungslastig; die Anteile von Unterhaltung, Information, Kultur und Sport im Gesamtprogramm stünden nicht in einem angemessenen und ausgewogenem Verhältnis zueinander.
Im Mai 2018 wurde die ORF-Tochterfirma simpliTV vom Oberlandesgericht Wien verurteilt, weil sie Kunden zum Akzeptieren von Geschäftsbedingungen gezwungen hatte, die es simpliTV, dem ORF und der GIS erlaubten, Kundendaten für Werbezwecke weiterzugeben. Auch die Verwendung einer besonders teuren 0810-Nummer als Kundendienst-Hotline wurde als gesetzwidrig beurteilt.

### Gehälter, Pensionen, Abfertigungen
Die Gehälter beim ORF sind fast doppelt so hoch wie der Branchendurchschnitt.
Hinzu kommen die im ORF zahlreichen individuellen Zulagen und die Einkünfte aus Nebenbeschäftigungen (Moderationen, Vorträge, Werbung), die bei ORF-Moderatoren hohe Summen ausmachen können. Der Rechnungshof kritisierte 2009 in einem Bericht die „äußerst großzügigen“ Abfertigungsregelungen, die freiwilligen Sozialleistungen, Bonifikationen und die Pensionsregelungen, die weit über den gesetzlichen Verpflichtungen des ORF liegen. Auch die Übernahme von freien Mitarbeitern des ORF als Angestellte geschah zu Konditionen, die weit über den betreffenden Kollektivverträgen und den vorher ausgezahlten Honoraren lagen.
Der frühere ORF-Generaldirektor Alexander Wrabetz verdiente im Schnitt 410.000 Euro. Die Gehälter der Direktoren darunter liegen bei etwa 300.000 Euro.
Laut Rechnungshofbericht für 2011/12 betrug die Abfertigung für ORF-Landesdirektoren im Schnitt 416.600 Euro pro Person. Der Journalist und SPÖ-Politiker Eugen Freund beispielsweise erhielt 246.000 Euro Abfertigung.
Der frühere ORF-Informationsdirektor Elmar Oberhauser erhielt zu Abfertigung und Pensionsansprüchen 668.007 Euro an zusätzlichen Pensionsansprüchen lediglich aufgrund einer mündlichen Zusage.
Seit 2024 muss der ORF jedes Jahr einen Transparenzbericht mitsamt Bruttogehälter der Mitarbeiter veröffentlichen. Eine Gliederung erfolgt in sieben Gehaltsklassen nach Geschlecht und Alter. Personen mit einem Bruttogehalt (inklusive Zulagen) ab 170.000 Euro werden namentlich ausgewiesen. 2024 bezog 19 Prozent der Belegschaft (von insgesamt 3425 Mitarbeitern) ein Gehalt von mehr als 100.000 Euro pro Jahr.

### Glücksspiel
Über eine Beteiligung an den Österreichischen Lotterien ist der ORF gemeinsam mit dem Glücksspielkonzern Novomatic im Glücksspielgeschäft tätig und lukriert Gewinne unter anderem aus Lotto, Toto, der Online-Glücksspielplattform win2day und den Spielsalons von WINWIN, dem mit über 5000 aufrechten Konzessionen für Geldspielautomaten größten Spielhallenbetreiber in Österreich.

Auf diese Weise verdient der ORF auf dreifache Weise an der Werbung für Glücksspiele, an den Umsätzen selbst sowie an den Glücksspielsendungen im Programm wie Lottoziehung 6 aus 45 mit Joker, Bingo, Die Brieflosshow, ToiToiToi und Money Maker.
Der ORF war im Aufsichtsrat der Österreichischen Lotterien mit Generaldirektor Alexander Wrabetz vertreten.

### Radioquote
Obwohl der ORF seit 1981 den österreichischen Film proaktiv fördert, wird auf der anderen Seite die österreichische Musik weniger gefördert. So hat Österreich bis dato weder eine Radioquote auf Basis einer staatlichen Regulierung noch eine Radioquote auf Basis einer Selbstregulierung, da die im Dezember 2009 von den öffentlich-rechtlichen ORF-Radiosendern propagierte Selbstregulierung, einen 30-prozentigen Anteil an österreichischer Musik zu spielen, bis dato nie umgesetzt wurde (Stand Juni 2016). Diese Unterordnung deutschsprachiger und/oder einheimischer Musik nahm ihren Ausgang schon mit den Anfängen des Senders Ö3 in der Anweisung des sogenannten Schnulzenerlasses vom Juli 1968.

## Landesstudios
Der ORF verfügt über je ein Landesstudio in den neun österreichischen Bundesländern, die jeweils einen eigenen Regionalradiosender betreiben und täglich Bundeslandfernsehen via ORF 2 verbreiten. Das Landesstudio Tirol produziert zusätzlich Regionalfernsehen für die deutschsprachige Bevölkerung von Südtirol.

## Sendeanlagen
Die Programme des ORF werden unter anderem über diese Sendeanlagen der ORS ausgestrahlt (Auswahl):

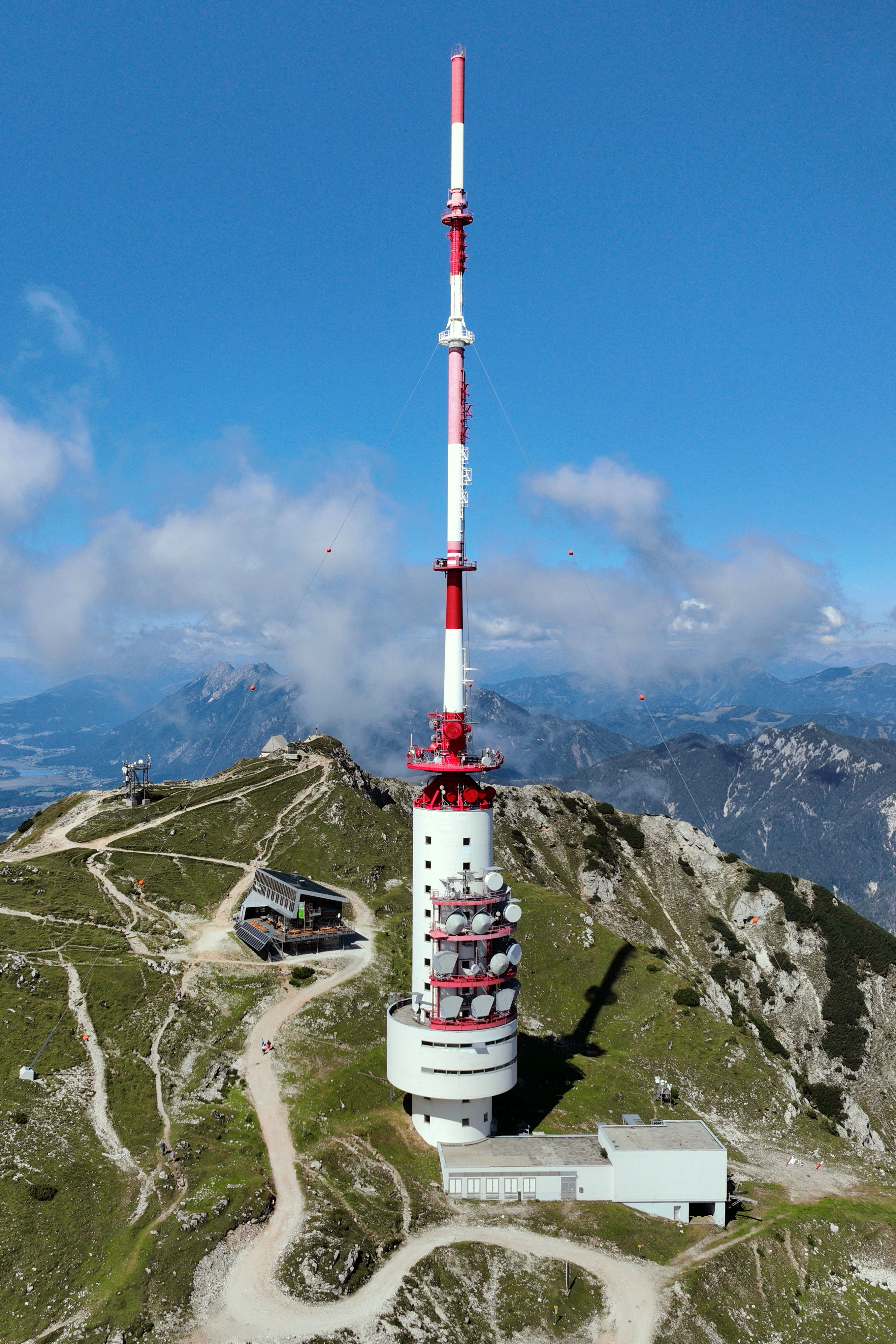
Sender Dobratsch, der große Teile von Kärnten versorgt und 1971 in Betrieb genommen wurde

- Sender Moosbrunn (KW)
- Sender Kahlenberg (UKW, DVB-T)
- Sender Jauerling (UKW, DVB-T)
- Sender Lichtenberg (UKW, DVB-T)
- Sender Freinberg (DVB-T)
- Sender Schöckl (UKW, DVB-T)
- Sender Gaisberg (UKW, DVB-T)
- Sender Patscherkofel (UKW, DVB-T)
- Sender Pfänder (UKW, DVB-T)
- Sender Dobratsch (UKW, DVB-T)
- Sender Himmelhof (UKW, DVB-T)

## Geschäftszahlen, Mitarbeiter

### Finanzielles Ergebnis
Der Umsatz betrug 2017 993,6 Millionen Euro, davon 624,8 Millionen aus Gebühren, 232,6 Millionen aus Werbung und 136,3 Millionen aus Sonderwerbung und Lizenzerträgen.
Im Zehnjahres-Vergleich zeigt sich, dass der Umsatz ab 2007 lediglich geringfügig (+8 Prozent) erhöht wurde, während die Einnahmen aus Gebühren um etwa ein Drittel stiegen und nunmehr 63 Prozent der Umsatzerlöse betragen. Die Erträge aus Werbung gingen um knapp ein Viertel zurück.

### Mitarbeiter
Beim ORF waren 2011 4103 vollzeitäquivalente Personen beschäftigt. 2012 waren 929 Vollzeitäquivalente in den Landesstudios beschäftigt. Fixe Leiharbeiter sind dort inkludiert. Fluktuierende Leiharbeiter und nach dem Honorarkatalog entlohnte nicht, deren Anteil an Gesamtpersonalaufwendungen lag 2012 bei 11,6 Prozent. Eine Statistik mit offiziellen Zahlen des ORF gibt für Ende 2015 2885 Beschäftigte an.

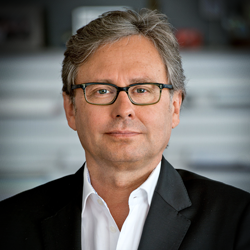
ORF-Generaldirektor 2007–2021
Alexander Wrabetz

Der Generaldirektor wird vom Stiftungsrat für fünf Jahre gewählt und ist Alleingeschäftsführer des Gesamtunternehmens. Von 1. Jänner 2007 bis 31. Dezember 2021 war Alexander Wrabetz Generaldirektor. Jedes ORF-Landesstudio wird von einem Landesdirektor geleitet.
Direktoren (Führungsteam Wrabetz III, Stand Jänner 2017)
- Kathrin Zechner, Programmdirektorin
- Monika Eigensperger, Radiodirektorin
- Andreas Nadler, Kaufmännischer Direktor
- Michael Götzhaber, Technischer Direktor

Landesdirektoren (Stand Jänner 2017)
- Werner Herics, Burgenland
- Karin Bernhard, Kärnten
- Norbert Gollinger, Niederösterreich
- Kurt Rammerstorfer, Oberösterreich
- Christoph Takacs, Salzburg
- Gerhard Draxler, Steiermark
- Helmut Krieghofer, Tirol
- Markus Klement, Vorarlberg
- Brigitte Wolf, Wien

Leitung zweite Ebene (Wrabetz II, Stand September 2012)
- Fritz Dittlbacher, Chefredakteur ORF-Information
- Gerald Heidegger, Chefredakteur ORF-ON
- Gerhard Klein, Hauptabteilungsleiter Wissenschaft und Religion
- Waltraud Langer, Hauptabteilungsleiterin ORF-Magazine
- Martin Traxl, Hauptabteilungsleiter Kultur
- Peter Schöber, Geschäftsführung ORF III (Programm)
- Eva Schindlauer, Geschäftsführung ORF III (kaufmännisch)[123]
- Hannes Aigelsreiter, Radio-Chefredakteur
- Hans Peter Trost, Hauptabteilungsleiter ORF Sport
- Sepp Friedl, Abteilungsleiter High Definition

Der ORF verfügt zur Unterstützung seiner Auslandsberichterstattung über einige Auslandsbüros und Korrespondenten. Koordinator der Korrespondentenbüros war ab 2010 Roland Adrowitzer.
- Wolfgang Geier, Chefredakteur ORF 1 (seit 11. Juni 2018)[125]
- Matthias Schrom, Chefredakteur ORF 2 (seit 11. Juni 2018)
- Lisa Totzauer, Senderchefin ORF 1 (seit 28. Mai 2018)
- Alexander Hofer, Senderchef ORF 2 (seit 28. Mai 2018)

Im September 2021 wurde Roland Weißmann vom ORF-Stiftungsrat als Nachfolger von Alexander Wrabetz zum Generaldirektor bestellt, ebenso wurden die vier zentralen ORF-Direktoren sowie die Landesdirektoren neu bestellt.
- ORF-Direktoren (Stand Jänner 2022)
  - Eva Schindlauer, Finanzdirektorin
  - Ingrid Thurnher, Radiodirektorin
  - Stefanie Groiss-Horowitz, Programmdirektorin
  - Harald Kräuter, Technikdirektor
- Landesdirektoren (Stand Februar 2023)
  - Werner Herics, Burgenland
  - Karin Bernhard, Kärnten
  - Alexander Hofer, Niederösterreich[127]
  - Klaus Obereder, Oberösterreich
  - Waltraud Langer, Salzburg
  - Gerhard Koch, Steiermark
  - Esther Mitterstieler, Tirol
  - Markus Klement, Vorarlberg
  - Edgar Weinzettl, Wien

Am 1. Dezember 2023 wurden Sebastian Prokop (Chefredaktion „Newsteams“, Stellvertreterin Inka Pieh), Johannes Bruckenberger (Chefredaktion Sendungs- und Plattformteams, Stellvertreterin Eva Karabeg) und Gabriele Waldner-Pammesberger (Chefredaktion Multimediale Fachressorts, Stellvertreter Christian Braun-Staudinger) zu Chefredakteuren beziehungsweise Chefredakteurinnen im ORF-Newsroom bestellt.

## Sonstiges
Über den ORF-Kundendienst können Programmausstrahlungen als Kopien bestellt werden. Besondere geschichtsträchtige Sendungen sind im Online-Archiv abrufbar.
Gemeinsam mit der Tageszeitung Die Presse zeichnet der ORF jährlich seit 2004 verdiente Persönlichkeiten aus den Kategorien Wissenschaft, Wirtschaft und Humanität als Österreicher des Jahres aus.
Seit 1990 wird jedes Jahr vom Kurier die Goldene Romy in Gedenken an die in Wien geborene Schauspielerin Romy Schneider an die beliebtesten und besten Fernseh- und Filmschaffenden verliehen. Die Romy ist mittlerweile einer der wichtigsten österreichischen Fernsehpreise.
Im Rahmen des Film-/Fernseh-Abkommens stellt der ORF jährlich 0,56 Prozent seiner Jahresgesamterträge, das sind derzeit rund 6 Millionen Euro, zur Förderung österreichischer Spielfilme zur Verfügung.
Weiters betreibt der ORF den kostenlosen Kinder-und-Jugend-Telefonbetreuungsdienst 147 – Rat auf Draht.